# Дойлстаун
Дойлстаун (на английски: Doylestown) е град в Пенсилвания, Съединени американски щати, административен център на окръг Бъкс. Намира се на 50 km северно от Филаделфия. Създаден е през 1745 и носи името на основателя си Уилям Дойл. Населението му е 17 461 души (по приблизителна оценка от 2017 г.).

## Личности
Родени в Дайлстаун
- Пинк (р. 1979), певица

Починали в Дайлстаун
- Алфред Бестър (1913-1987), писател